# Ибрагимов, Гусейн Мамедали оглы
Гусейн Мамедали оглы Ибрагимов (азерб. Hüseyn Məmmədəli oğlu İbrahimov; 23 мая 1919, Шахтахты, АДР — 10 апреля 2008, Нахичевань) — азербайджанский писатель, Народный писатель Азербайджана (1998).

## Биография
Родился 23 мая 1919 года в селе Шахтахты Азербайджанской Демократической Республики (ныне — село в Кенгерлинском районе Нахичеванской Автономной Республики Азербайджана). После окончания школы учился в Нахичеванском педагогическом техникуме. В 1958 году окончил отдел журналистики филологического факультета Азербайджанского государственного университета.
Трудовую деятельность начал учителем в сельской школе в Садараке.
В 1941—1943 годах был первым секретарем комитета комсомола Шарурского района.
В 1943—1947 — председатель Нахичеванского обкома комсомола.
В 1947—1949 — заместитель редактора газеты «Шарг гапысы».
В 1949—1954 — председатель комитета по радиовещанию при Совете Министров Нахичеванской АССР.
В 1954—1960 — председатель Нахичеванского филиала Союза писателей Азербайджана.
В 1960—1961 — руководитель лекторской группы Нахичеванского обкома КП Азербайджана.
В 1961—1965 — редактор газеты «Шарг гапысы».
В 1965—1970 — заведующий отделом пропаганды и агитации Нахичеванского обкома КП Азербайджана.
В 1970—1975 — Министр культуры Нахичеванской АССР.
В 1975—1980 — заведующий отделом газеты «Шарг Гапысы».
С 1977 года — ответственный секретарь Нахичеванского отдела Союза писателей Азербайджана, председатель Союза писателей Нахичеванской АССР.
В 2002 году удостоен Персональной стипендии Президента Азербайджанской Республики.

## Произведения
Автор повестей и рассказов. Свою литературную деятельность начал со стихов в 1940-х годах. Первые рассказы были напечатаны в 1952 году.
- «Гюльзар» (1957)
- «Любовь Гоярчин» («Göyərçinin məhəbbəti», 1960)
- «Дорогое воспоминание» («Şirin xatirə», 1963)
- «В поисках завтра» («Sabahın sorağında», 1966)
- «Там, где восходит солнце» («Günəş doğan yerdə», 1972)